# Monumento alle donne eroiche
Il Monumento alle donne eroiche è un memoriale di guerra di Castiglione delle Stiviere, dedicato alle donne che si sono prodigate ad assistere i feriti durante la Battaglia di Solferino e San Martino del 1859. Dalla sua inaugurazione è collocato sul sagrato antistante il Duomo di Castiglione delle Stiviere.

## Storia

### La battaglia
Durante la seconda guerra di indipendenza, il 24 giugno 1859 ebbe luogo una delle più cruente e sanguinose battaglie, ricordata oggi come la battaglia di Solferino e San Martino. Infatti, fu in questi territori che l'esercito austriaco di Francesco Giuseppe e quello franco-sardo di Napoleone III e Vittorio Emanuele II si incontrarono in modo imprevisto, poiché furono male informati sui movimenti reciproci . A questa sanguinosa battaglia parteciparono più di trecentomila uomini di diverse nazionalità, i quali si affrontarono per più di quindici ore . Alla fine l'esercito austriaco ne uscì rovinosamente sconfitto. Come scrisse lo stesso Henry Dunant, testimone involontario di questi atroci combattimenti, "il sole del 25 illuminò uno dei più orrendi spettacoli che si possano immaginare. Il campo di battaglia è coperto dappertutto di cadaveri e carogne; le strade, i fossati, i dirupi, le macchie, i prati sono disseminati di corpi senza vita".

### I soccorsi
Oltre ai morti, la battaglia lasciò sul campo numerosissimi feriti tra cui: soldati, sottufficiali e ufficiali di ogni grado, tutti bisognosi di soccorsi. La maggior parte di questi feriti, che provenivano dalle frazioni più vicine in particolare a Grole, furono trasportati per mezzo di lettighe trainate da muli a Castiglione delle Stiviere. Grazie all'instancabile opera di don Lorenzo Barziza, le chiese, le vie e le piazze di Castiglione si trasformarono in un grande ospedale, ove i feriti furono ammassati su cumuli di paglia . Henry Dunant, che soggiornava presso il Palazzo Bondoni Pastorio, vide centinaia di feriti radunati dentro e fuori le mura della chiesa maggiore (oggi duomo). Di fronte a quella scena straziante ed alle urla dei feriti, decise di organizzare i soccorsi per quanto possibile. Egli operò senza distinzione di nazionalità e, così, le donne di Castiglione seguirono il suo esempio ripetendo "Tutti Fratelli". Henry Dunant, in seguito a questi eventi, riferendosi alle donne Castiglionesi, scrisse nel suo libro Un Souvenir de Solférino "onore a queste creature caritatevoli, onore alle donne di Castiglione! Niente le ha fatte arretrare, niente le ha stancate o scoraggiate, e la loro dedizione modesta non ha tenuto conto alcuno né di fatiche, né di fastidi, né di sacrifici" .

### L'idea
La battaglia di Solferino e San Martino rappresentò non solo il primo passo verso quell'Unità Nazionale tanto auspicata, bensì fu l'evento che ispirò in Henry Dunant l'idea della croce rossa, per la quale nel 1901 ricevette il Premio Nobel per la pace. Il suo libro, scritto tra il 1859 e il 1861, narra quell'esperienza personale e traumatica di fronte al campo di battaglia e ai soccorsi improvvisati. Oggi la Croce Rossa Internazionale è un movimento universale che protegge gli esseri umani, in tempo di guerra e di pace, al grido "Tutti Fratelli", così come fecero le donne di Castiglione delle Stiviere.

## Descrizione

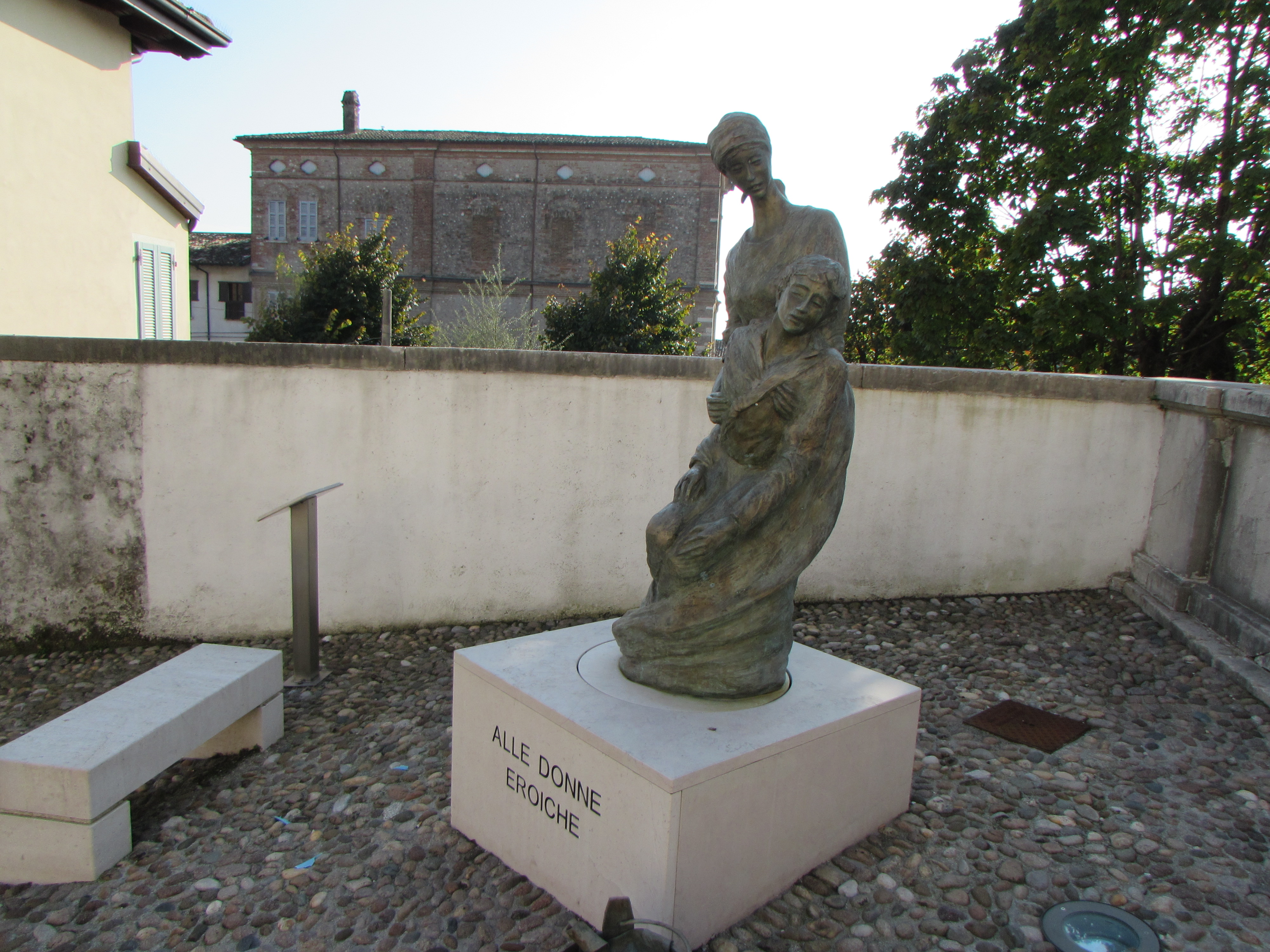
Castiglione delle Stiviere, monumento alle donne eroiche che soccorsero i feriti della battaglia di Solferino.

### Un simbolo
La statua è stata realizzata con lo scopo di diffondere maggiormente il ruolo significativo, spesso tralasciato, della donna che con coraggio, passione e fermezza ha aiutato e soccorso i feriti durante la Battaglia di Solferino e San Martino del 1859.
Il merito di questa realizzazione può essere attribuito a Henry Dunant, che ha riconosciuto per primo il lavoro caritatevole delle donne castiglionesi e lo ha voluto trasmettere ai contemporanei ed ai posteri attraverso la scrittura del libro “Un Souvenir de Solferino", in cui parla dei soccorsi ai feriti dopo la battaglia.
È stato scelto come luogo di installazione la città di Castiglione delle Stiviere, con l'intento di donare un tangibile ed importante simbolo che ricordasse l’evento storico e valorizzasse, ancor di più, la nascita dell'idea di  croce rossa proprio in questo luogo.

### Committenti
La realizzazione di questo monumento è stata fortemente voluta dall’Associazione nazionale carabinieri -  sezione di Castiglione delle Stiviere e Solferino -  che ha potuto concretizzare questo progetto grazie all'aiuto economico e morale delle istituzioni e di numerosi sponsor privati. L’Associazione nazionale carabinieri ha inaugurato la statua il 18 settembre del 2010, invitando i cittadini e le autorità pubbliche a partecipare all'evento, come occasione di condivisione e senso civico.

### La statua
Il monumento in bronzo, opera dello scultore Angelo Aime, raffigura una donna (in rappresentanza di tutte le donne castiglionesi) che con un abbraccio dolce, ma vigoroso al tempo stesso, sostiene un uomo ferito, senza distinzione di razza e religione, guardandolo con aria compassionevole e con amore. L’opera vuole rappresentare la gratuità con la quale le donne castigionesi hanno soccorso i feriti di guerra, ricoprendo inconsapevolmente un ruolo fondamentale per la nascita della Croce Rossa.
La realizzazione è stata promossa dall'Associazione nazionale carabinieri in collaborazione con il consiglio regionale della Lombardia e la città di Castiglione delle Stiviere.

## L'artista
Lo scultore è Angelo Aime di 64 anni, che vive e lavora nel comune di Salò sul Garda. Ha frequentato l’Accademia di Belle Arti a Milano. Ha realizzato oltre 100 monumenti pubblici in Italia e all'estero. Tra questi rientra anche la statua alle Donne Eroiche, con la quale ha potuto valorizzare maggiormente il ruolo essenziale delle donne durante la Battaglia di Solferino e San Martino del 1859. L’opera è stata un dono dell’Associazione nazionale carabinieri di Castiglione delle Stiviere e Solferino alla città di Castiglione.